# Barowari
Il termine barowari si riferisce ad una organizzazione pubblica creata per l'organizzazione di feste religiose o anche civili, principalmente nel Bengala occidentale in India. Questo tipo di organizzazione è molto attiva nel Durga Puja.

## Storia
Il termine "barowari" deriva dal lemma "baro" (che significa 12) e da "yari" (amici). Nel 1790, 12 amici Brahmini a Guptipara, Hooghly, decisero di istituire una comunità Puja. Fecero una sottoscrizione presso i vicini allo scopo di organizzare una Durga Puja. Da qui si creò il neologismo baro-yari o Barowari Puja in Bengala che è andato poi guadagnando popolarità in tutta l'India. Inizialmente la Durga Puja era una manifestazione riservata ai ricchi di Kolkata ma successivamente divenne un'organizzazione collettiva che consentì di coinvolgere ogni strato sociale della popolazione. 
In tempi recenti, il termine barowari è stato sostituito da sarbajanin (dal significato di tutto compreso). Una festa browari è l'opposto di una festa individuale organizzata privatamente, ma spesso consente la partecipazione anche degli esterni all'associazione. Queste feste vengono organizzate utilizzando fondi provenienti da sottoscrizioni fra il pubblico e con donazioni da parte di aziende.

## Etimologia
La prima Durga Puja organizzata in maniera pubblica venne tenuta a Guptipara, quando i dodici bramini citati sopra non vennero invitati ad una festa privata. Essi costituirono un comitato ed organizzarono una Puja barowari. Vi è discordanza sulla data iniziale che risponde al 1761 o al 1790.

## Puja private
Vi sono numerose puja private, particolarmente Durga Puja, in varie zone del Bengala. Generalmente consentono la partecipazione di estranei ma i costi di organizzazione sono a carico della famiglia che le organizza. 
La famiglia Sabarna Roy Choudhury ha organizzato famose Durga Puja dal 1610 nella sua casa di Barisha. Questa è probabilmente la più antica festa nella regione di Kolkata. Oggi, i componenti della famiglia, organizzano sette Durga Puja. Di queste sei ea Barisha mentre la settima si svolge a Birati. Le puja che si svolgono a Barisha sono quelle di - Aatchala, Baro Bari, Mejo Bari, Bari Benaki, Kalikingkar Bhawan e Majher Bari. Oltre alla Durga Puja, la famiglia organizza Chandi Puja, Jagadhatri Puja, Dol Yatra e Rath Yatra Utsav.
Esistono poi numerose altre manifestazioni private a Kolkata.

## Barowari Durga Puja
Il XX secolo ha visto emergere organizzazioni pubbliche e comunità per l'organizzazione delle Durga Puja. La prima barowari Durga Puja è stata organizzata a Calcutta da Bhowanipore Sanatan Dharmotsahini Sabha nel 1910 a Balaram Basu Ghat Road, Bhowanipore e poi altri seguirono, come  Shyampukur Adi Sarbojanin, Sikdarbagan nei dintorni di Shyambazar nel 1913, Nebubagan, che dopo divenne Baghbazar sarbojanin nel 1919 e Simla Byam Samiti nel 1926.
Barowari Durga Puja vengono celebrate in oltre 2.000 pandal a Kolkata.